# Herb księstwa oświęcimskiego

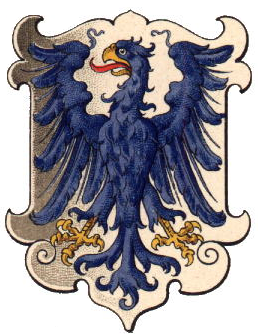
Godło Księstwa z lat 1806 i 1836–1866

Godło Księstwa Oświęcimskiego zmieniało się znacząco na przedstrzeni wieków, jednak zawsze reprezentowało ono orła, często przedstawianego z literą O na piersi.
Przed włączeniem do Królestwa Polskiego i w okresie przynależności do Korony Czeskiej (1327–1497) herbem Księstwa Oświęcimskiego był nieukoronowany orzeł, które wedle przypuszczeń był identyczny z barwami herbów innych księstw górnośląskich, tj. reprezentował złotego orła na błękitnym polu.
Herbem księstwa oświęcimskiego po włączeniu go do Królestwa Polskiego (1563) był w polu srebrnym czarny orzeł ze złotą literą O na piersi. Natomiast w herbarzu "Korona Polska" Kaspra Niesieckiego z 1728 r. autor podaje błędną czerwoną barwę orła oświęcimskiego.
W okresie zaborów herb księstwa oświęcimskiego występuje w polu trzecim czteropolowego herbu Galicji i Lodomerii nadanego 27 stycznia 1782 r. przez cesarza Józefa II. Herbem jest czarny orzeł ze złotą literą O na piersi uwieczniony na srebrnym polu.
W wielkim wielopolowym herbie państwowym Cesarstwa Austriackiego w 1804 roku Księstwo Oświęcimskie reprezentuje czarny orzeł w polu srebrnym, bez litery O na piersi.
W wersjach herbu z lat 1806 i 1836–1866 (w polu 24), Księstwo Oświęcimskie reprezentuje błękitny orzeł w polu srebrnym. Pominięcie litery O na piersi orła wynikało z  faktu, że nie odpowiadała oficjalnej niemieckiej nazwie Oświęcimia (Auschwitz).
Przyjęty w 2000 roku herb powiatu oświęcimskiego nawiązuje do XVI wiecznej wersji herbu księstwa oświęcimskiego.